# Maïskolfpijp

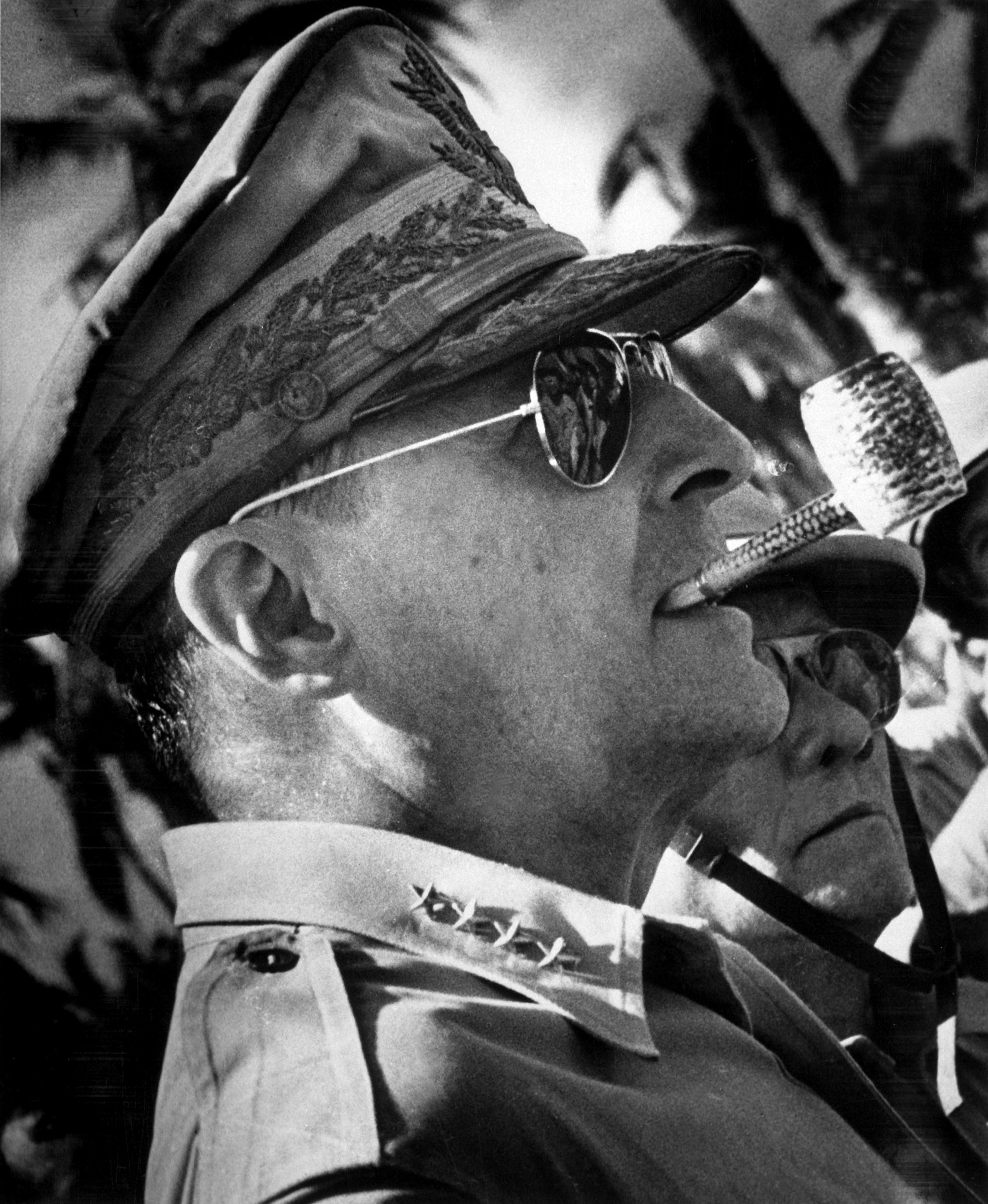
Douglas MacArthur met een maïskolfpijp (1944)

Maïskolfpijpen zijn goedkope en effectieve pijpen gemaakt van maïskolven. De kolven worden twee jaar gedroogd, waarna ze uitgehold worden zodat er een soort kom gevormd wordt. De kom wordt dan in een gipsmengsel gedoopt en aan de buitenkant gevernist of gelakt. Een steel van Pijnhout wordt vervolgens in de kom gestoken. 
Vanwege de lage prijs  blijft de maïskolfpijp populair. Mede daardoor wordt de maïskolfpijp vaak als "beginnerspijp" aanbevolen, maar ook meer ervaren rokers kunnen er zeer van genieten. Maïskolfpijpen worden op prijs gesteld door eenieder die simpelweg een "koele", "schone" rookervaring verlangt.
Pijprokers die een verscheidenheid aan verschillende tabaksoorten en melanges proberen doen er goed aan een voorraad maïskolfpijpen bij de hand te hebben, zodat ze verschillende smaken kunnen proeven zonder gehinderd te worden door smaakoverdracht van een reeds gebruikte pijp.
Generaal Douglas MacArthur was wellicht de beroemdste roker van de maïskolfpijp, samen met het tekenfilmfiguur Popeye.
De eerste en grootste fabrikant van maïskolfpijpen is Missouri Meerschaum, te Washington, Missouri in de Verenigde Staten. Missouri Meerschaum produceert de pijp sinds 1869.